# Огаста (Кентуккі)
Огаста (англ. Augusta) — місто (англ. city) в США, в окрузі Бракен штату Кентуккі. Населення — 1096 осіб (2020).

## Географія
Огаста розташована за координатами 38°46′21″ пн. ш. 84°0′1″ зх. д. / 38.77250° пн. ш. 84.00028° зх. д. (38.772620, -84.000201).  За даними Бюро перепису населення США в 2010 році місто мало площу 4,20 км², з яких 3,50 км² — суходіл та 0,69 км² — водойми.

## Демографія
Згідно з переписом 2010 року, у місті мешкало 1190 осіб у 503 домогосподарствах у складі 309 родин. Густота населення становила 284 особи/км².  Було 588 помешкань (140/км²).
Расовий склад населення:
| - 97,0 % — білих - 0,8 % — чорних або афроамериканців - 0,4 % — корінних американців - 0,1 % — азіатів |

До двох чи більше рас належало 1,7 %. Частка іспаномовних становила 0,8 % від усіх жителів.
За віковим діапазоном населення розподілялося таким чином: 26,3 % — особи молодші 18 років, 57,4 % — особи у віці 18—64 років, 16,3 % — особи у віці 65 років та старші. Медіана віку мешканця становила 39,3 року. На 100 осіб жіночої статі у місті припадало 90,4 чоловіків;  на 100 жінок у віці від 18 років та старших — 88,6 чоловіків також старших 18 років.
Середній дохід на одне домашнє господарство  становив 42 593 долари США (медіана — 31 389), а середній дохід на одну сім'ю — 52 387 доларів (медіана — 43 750). За межею бідності перебувало 25,0 % осіб, у тому числі 35,4 % дітей у віці до 18 років та 14,4 % осіб у віці 65 років та старших.
Цивільне працевлаштоване населення становило 391 осіб. Основні галузі зайнятості: освіта, охорона здоров'я та соціальна допомога — 23,5 %, виробництво — 15,1 %, будівництво — 11,8 %, роздрібна торгівля — 11,5 %.